# Pietro Mongini
Pietro Mongini (ur. 29 października 1828 w Rzymie, zm. 27 kwietnia 1874 w Mediolanie) – włoski śpiewak operowy, tenor.

## Życiorys
Początkowo występował jako bas, później przekształcił swój głos w tenor. Początkowo występował w Genui, w 1855 roku jako Edgardo w Łucji z Lammermooru wystąpił w Opéra de Paris, a w 1858 roku rolą Arnolda w Wilhelmie Tellu debiutował w mediolańskiej La Scali. W 1857 i 1861 roku śpiewał w Petersburgu. W 1859 roku kreował rolę Elvinia w Lunatyczce Vincenzo Belliniego w Theatre Royal przy Drury Lane w Londynie, w 1868 roku rolą Gennara w Lukrecji Borgi Gaetano Donizettiego debiutował na deskach Covent Garden Theatre. Wystąpił w roli Radamesa podczas prapremierowego przestawienia Aidy Giuseppe Verdiego w Kairze w 1871 roku.